# Тајна служба САД
Тајна служба Сједињених Држава (енгл. United States Secret Service; скраћено USSS или само Тајна служба) јесте федерална агенција за спровођење закона при Министарству државне безбедности Сједињених Америчких Држава. Бави се истрагама значајних злочина и заштитом вођа нације и њихових породица. До 2003. Тајна служба је била део Министарства финансија САД пошто је агенција изворно основана да штити тада врло раширено кривотворење америчке валуте.